# Anthems to the Welkin at Dusk
Anthems to the Welkin at Dusk ist das zweite Studioalbum der norwegischen Black-Metal-Band Emperor. Es erschien im Jahr 1997 bei Candlelight Records.

## Entstehung und Veröffentlichung
Ein großer Teil des Materials entstand vor Samoths Haftstrafe wegen Brandstiftung. Der Anfang von Ye Entrancemperium geht auf den 1993 ermordeten Mayhem-Gitarristen Euronymous zurück. Bassist Tchort wurde durch Alver ersetzt, da er sich nach seiner Haft und dem Tod seiner Tochter vorübergehend von der Musik abgewandt hatte. Als Ersatz für den ebenfalls inhaftierten Schlagzeuger Faust kam Trym zur Band. Während Samoth seine Haftstrafe verbüßte, arbeiteten Ihsahn und die anderen Mitglieder an den Strukturen der Lieder und hielten die Band aufrecht. Nachdem Samoth entlassen worden war, begann er mit Ihsahn die Aufnahmen zu einem neuen Album. Im Bergener Grieghallen Lydstudio, wo auch schon das Debütalbum In the Nightside Eclipse eingespielt worden war, nahmen Emperor Ende 1996 die EP Reverence und das Album Anthems to the Welkin at Dusk auf. Das Album wurde Anfang 1997 abgemischt und bei Strype Audio von Ihsahn, Samoth und Vargnatt Inc. gemastert.
Die EP Reverence enthielt bereits ein Stück des etwas später erschienenen Albums, The Loss and Curse of Reverence. Die beiden weiteren Stücke der EP waren auf Century Blacks US-amerikanischen Auflage von Anthems… enthalten, seit 1998 ist auf Neuauflagen zusätzlich eine Live-Version von The Loss and Curse of Reverence zu finden.

## Titelliste
Die Stücke wurden größtenteils von Ihsahn und Samoth gemeinsam komponiert, Ihsahn verfasste die Liedtexte. Der Anfang des zweiten Stücks geht auf Euronymous zurück.
1. Alsvartr (The Oath) – 4:18
2. Ye Entrancemperium – 5:15
3. Thus Spake the Nightspirit – 4:30
4. Ensorcelled by Khaos – 6:39
5. The Loss and Curse of Reverence – 6:09
6. The Acclamation of Bonds – 5:54
7. With Strength I Burn – 8:18
8. The Wanderer – 2:54

Bonus-Titel
1. In Longing Spirit – 5:55
2. Opus a Satana – 4:18
3. The Loss and Curse of Reverence (Live) – 6:24

## Stil
Emperor entwickeln auf Anthems… den atmosphärischen, aber noch etwas rohen Stil des Debütalbums deutlich weiter. Sie setzen nun vermehrt auf opulente Keyboardarrangements, komplexe Strukturen mit Tempowechseln und variablen Gesang. Es finden sich hektische Passagen mit für den Black Metal typischen Blastbeats, Doublebass-Spiel, schnellen Riffs und Kreischgesang, jedoch auch immer wieder ruhigere Passagen mit melodischen Gitarrensoli, symphonischen Keyboardteppichen oder klarem, hymnischem Gesang. Auf dem Back-Cover befindet sich der Kommentar: „Emperor performs Sophisticated Black Metal Art exclusively!“ Die Liedtexte porträtieren laut Robert Müller vom Metal Hammer „auch Schwächen: Keine neue Einstellung, gar Umkehr, aber ein gebrocheneres Bild, das von Zweifel, aber auch Trotz geprägt ist. Die letzten beiden Zeilen sind bezeichnend: ‚Even though I nothing learned / With strength I burn…‘“ Auch Ihsahn zufolge gibt es „[t]extlich […] große Unterschiede“; der Anfang bilde eine Brücke; Alsvartr (The Oath) „ist eine Art Einleitung, die zurückführt in diese nächtliche Landschaft, in der das gesamte Emperor-Konzept angesiedelt ist. Aber manche von meine [sic!] neuen Texten sind weniger eine Geschichte als vielmehr philosophische Betrachtungen. Wir beschreiben nicht mehr nur die machtvollen Bilder unserer eigenen Gedankenwelt, sondern reflektieren auch die eher frustrierenden Seiten des Strebens nach STÄRKE, nach Idealen …“

## Rezeption
Robert Müller zufolge sind dem Album „nicht nur die Jahre des Strebens nach neuen musikalischen Extremen an[zumerken], sondern das Album hat auch eine unterschwellig andere textliche Stimmung“. Dies sei „das Böse in seiner subtilsten Form, eine Highspeed-Droge von perfidem Zuschnitt“. Auch Wolf-Rüdiger Mühlmann vom Rock Hard lobte die Band: „EMPEROR besitzen die Gabe, nordischen Black Metal einerseits in seiner rauhen, straighten, schnellen und klirrenden Einfachheit zu spielen. Andererseits gehen die vier Norweger […] verblüffend logisch und vermeintliche Grenzen ignorierend mit den Elementen Bombast, Pathos und Klassik um.“ Anthems to the Welkin at Dusk wurde 2009 vom Magazin auf Platz 12 seiner Liste der 25 wichtigsten Black-Metal-Alben gewählt; Götz Kühnemund bezeichnete das Album als ebenso „stilprägend“ wie das Debüt, das jedoch mehr „Jahrhundertklassiker“ enthalte. Deadleft vom Online-Magazin Vönger zufolge bietet Anthems… gegenüber seinem Vorgänger „weitläufigere Gitarrenharmonien und eine höhere Klangvielfalt“. Er kritisierte zwar die schlechte Produktion, nannte das Album aber „ein absolutes Meisterwerk im Black Metal“. Auch auf metal.de wurde Anthems to the Welkin at Dusk wegen seines „majestätische[n] Etwas“ und der interessanten Kompositionen als „absolute[s] Vorzeigewerk des Black Metal“ und „Meilenstein der Musikgeschichte“ bezeichnet.